# GINS1
GINS1 (англ. GINS complex subunit 1) – білок, який кодується однойменним геном, розташованим у людей на короткому плечі 20-ї хромосоми. Довжина поліпептидного ланцюга білка становить 196 амінокислот, а молекулярна маса — 22 988.
| 10         |  | 20         |  | 30         |  | 40         |  | 50         |
| ---------- |  | ---------- |  | ---------- |  | ---------- |  | ---------- |
| MFCEKAMELI |  | RELHRAPEGQ |  | LPAFNEDGLR |  | QVLEEMKALY |  | EQNQSDVNEA |
| KSGGRSDLIP |  | TIKFRHCSLL |  | RNRRCTVAYL |  | YDRLLRIRAL |  | RWEYGSVLPN |
| ALRFHMAAEE |  | MEWFNNYKRS |  | LATYMRSLGG |  | DEGLDITQDM |  | KPPKSLYIEV |
| RCLKDYGEFE |  | VDDGTSVLLK |  | KNSQHFLPRW |  | KCEQLIRQGV |  | LEHILS     |

A: Аланін

C: Цистеїн

D: Аспарагінова кислота

E: Глутамінова кислота

F: Фенілаланін

G: Гліцин

H: Гістидин

I: Ізолейцин

K: Лізин

L: Лейцин

M: Метіонін

N: Аспарагін

P: Пролін

Q: Глутамін

R: Аргінін

S: Серин

T: Треонін

V: Валін

W: Триптофан

Задіяний у такому біологічному процесі, як реплікація ДНК. 
Локалізований у ядрі.